# جون جونز (لاعب دوري الرغبي)
جون جونز (بالإنجليزية: John Jones)‏ هو لاعب دوري الرغبي أسترالي، ولد في 9 يناير 1966 في سيدني في أستراليا.